# William Dunn Moseley
William Dunn Moseley, né le 1er février 1795 dans le comté de Lenoir (Caroline du Nord) et mort le 4 janvier 1863 à Palatka (Floride), est un homme politique américain, membre du Parti démocrate et premier gouverneur de l'État de Floride du 25 juin 1845 au 1er octobre 1849.

## Biographie
William Dunn Moseley est né le 1er février 1795 en Caroline du Nord. Descendant d'Edward Moseley (en), il obtient son diplôme à l’université de Caroline du Nord à Chapel Hill en 1818, et reçoit un master en 1821. Durant ses études universitaires, il est le compagnon de chambre du futur président James K. Polk. Il étudie le droit pour finalement devenir avocat à Wilmington. En plus de ce travail, il est également enseignant et agriculteur.
En 1822, Moseley se marie avec Susan Hill avec qui il aura six enfants. De 1829 à 1837, il représente son comté au Sénat de Caroline du Nord et devient président de l'assemblée quatre fois entre 1832 et 1835. Il manque de trois voix[Quand ?] sa nomination pour devenir candidat du Parti démocrate au poste de gouverneur de Caroline du Nord.
En 1835, il déménage en Floride où il achète une plantation. En 1840, il est élu à la Chambre des représentants de la Floride et en 1844 il devient sénateur du territoire de Floride. En 1845, le territoire de Floride devient le 27e État des États-Unis. La même année, il remporte les élections en battant le whig Richard Keith Call et devient ainsi le premier gouverneur du nouvel État. Durant son mandat, les travaux du Capitole de l'État de Floride sont achevés. Il doit également gérer les conflits entre les colons et les Amérindiens Séminoles. Il développe l’agriculture et l’industrie du tabac, du citron et du coton. Durant ces années, le fort Jefferson sera construit au sud de la Floride et le fort Clinch est érigé sur l'Amelia Island.
Comme la Constitution de Floride ne l'autorisait à se présenter au poste de gouverneur qu’une seule fois, Moseley retourne dans sa plantation à la fin de son mandat en 1849. Il déménage à nouveau et s’installe dans la localité de Palatka où il gère une entreprise dans le domaine des agrumes. Moseley décède le 4 janvier 1863 et est inhumé dans le cimetière de West View Cemetery de Palatka.